# Phtheochroa loricata
Phtheochroa loricata (лат.) — вид бабочек-листовёрток рода Phtheochroa из подсемейства Tortricinae.

## Распространение
Мексика, Puebla.

## Описание
Размах крыльев около 28-32 мм. Основная окраска землистая коричневато-серая. Ункус мужских гениталий очень узкий. Все жилки переднего крыла раздельные. В заднем крыле жилки R и M1 отходят раздельно. Вальва гениталий самцов длинная с дистальным отростком; эдеагус прямой, простой формы; ункус развит. Впервые вид был описан в 1984 году под первоначальным названием Trachysmia loricata Razowski, 1984. Валидность видового статуса была подтверждена в ходе ревизии неотропических представителей рода, проведённой в 1994 году польским лепидоптерологом Йозефом Разовским (Józef Razowski; Institute of Systematics and Evolution of Animals, Polska Akademia Nauk, Краков, Польша)